# قانون الهند
تشير قوانين الهند إلى نظام قانون الأمة الهندية. تحتفظ الهند بنظام قانوني هجين يجمع بين القانون المدني والقانون العرفي والقانون الأخلاقي أو القانون الديني في الإطار القانوني الموروث من الحقبة الاستعمارية. لا تزال القوانين المختلفة التي سنها البريطانيون في البداية سارية في أشكال معدلة. منذ صياغة الدستور الهندي، امتثلت القوانين الهندية أيضًا لمبادئ الأمم المتحدة التوجيهية بشأن حقوق الإنسان والقانون البيئي.
يعتبر قانون الأحوال الشخصية الهندي معقدا إلى حد ما، حيث يلتزم كل دين بقوانينه الخاصة إذ توجد قوانين منفصلة تحكم معظم الفصائل الدينية كالهندوس والسيخ وجاينية والبوذيون والمسلمون والمسيحيون وكل أتباع الديانات الأخرى.
لا يُعتَبر تسجيل الزيجات والطلاقات إلزاميًا في معظم الولايات، باستثناء ولاية غوا، حيث يوجد قانون مدني موحد ومشترك لجميع الأديان وذلك فيما يتعلق بالزواج والطلاق والتبني. خلال العقد الماضي، وفي خطوة تعتبر الأولى من نوعها حظرت المحكمة العليا الهندية الممارسات الإسلامية المتمثلة في تطبيق «الطلاق بالثلاثة» (أي نطق كلمة طلاق ثلاث مرات من قبل الزوج). وهي الخطوة التي شهدت ترحابا كبيرا من قبل الناشطات في جميع أنحاء البلاد.
اعتبارًا من يناير 2017، كان هناك ما يقرب من 1248 قانونًا. ومع ذلك، نظرًا لوجود قوانين مركزية وقوانين ولائية، فمن الصعب التأكد من أعدادها بدقة.

## الخلفية التاريخية

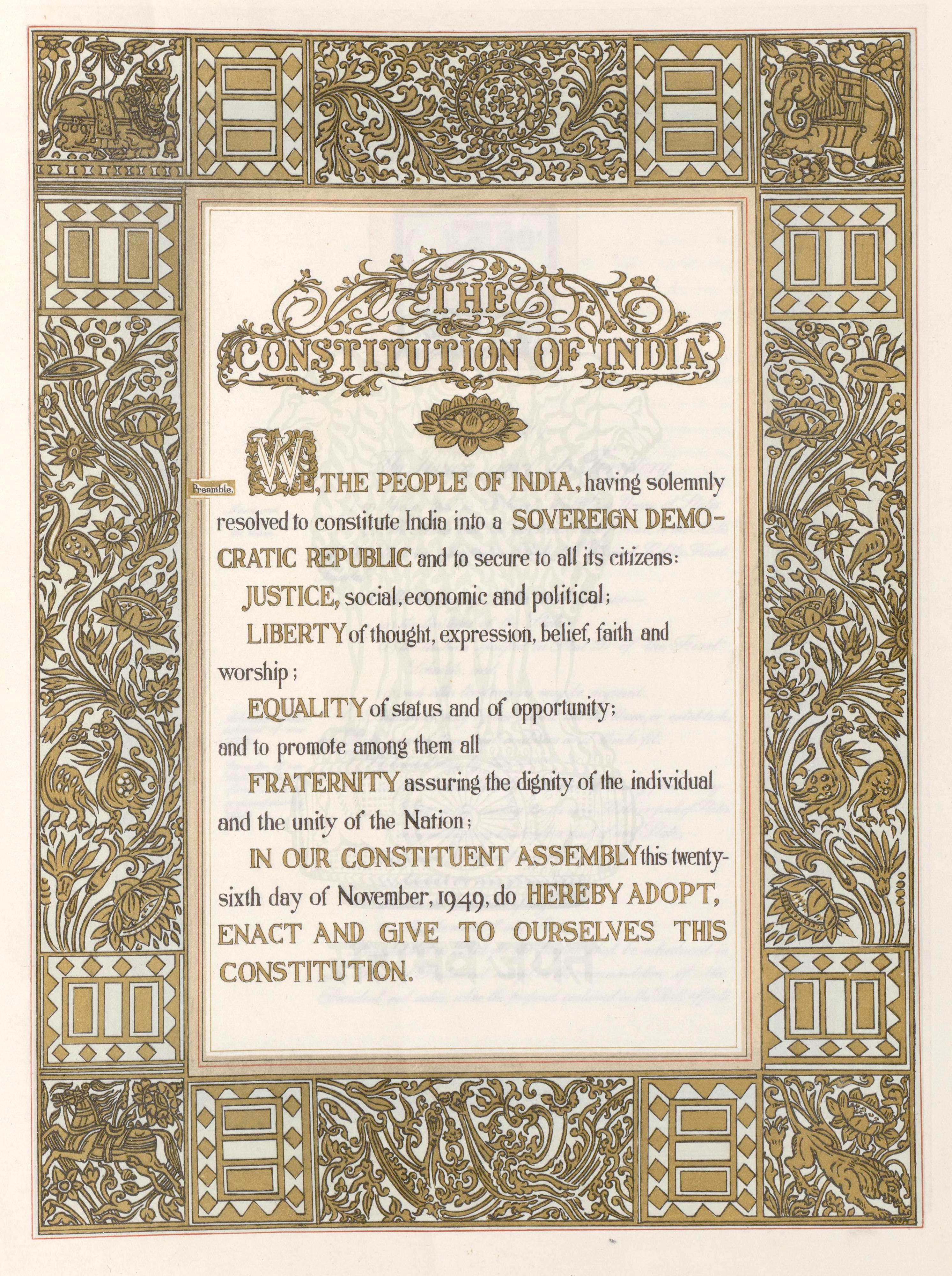
يعتبر الدستور الهندي أطول دستور مكتوب في البلاد، ويتضمن الدستور 450 مادة، 12 فصلا، 103 تعديلا و 117369 كلمة.

لعبت نصوص دارماشاسترا الهندوسية وأطروحة أرتاشاسترا الاقتصادية التي يرجع تاريخها إلى 400 سنة قبل الميلاد وكذا نصوص مانوسمريتي التي تعود إلى 100 سنة بعد الميلاد دورا هاما كأطروحات مؤثرة في الهند، حيث تضمنت نصوصها إرشادات قانونية موثوقة. أبرزها فلسفة مانو المركزية عن التسامح والتعددية، التي تم الاستشهاد بها في جنوب شرق آسيا.
في بداية تلك الفترة التي ساهمت في إنشاء إمبراطورية جوبتا، كانت العلاقات مع اليونان القديمة وروما شائعة. أسفرت العلاقات بين الولايات الهندية في فترة ما قبل الإسلام إلى وضع قواعد محددة للحرب وفقًا لمعايير إنسانية عالية، واحترم مبدأ الحياد وقانون المعاهدات والقانون العرفي المنصوص عليه في المواثيق الدينية في مقابل إنشاء سفارات مؤقتة أو شبه تقليدية. لكن بعد الفتوحات الإسلامية في شبه القارة الهندية، فقد القانون الهندوسي نفوذه تحت إمبراطورية المغول، التي أدخلت الشريعة الإسلامية في الهند كما انهار في نفس الآن قانون الأقاليم. وعليه كان للمواطنين الهندوس والسيخ وغيرهم وفقا للقانون الإسلامي والنظام السياسي الحق في الحفاظ على عاداتهم وطاعة نظامهم القانوني، طالما يدفعون الجزية. في المقابل، تم إعفاؤهم من الخدمة العسكرية، وحظرهم عن التبشير. انتشرت الشريعة الإسلامية مع إنشاء سلطنة دلهي وسلطنة البنغال وسلطنة الكجرات. كما لعب فيلق الأربعين دورًا رئيسيًا من خلال تأسيس بعض القوانين التركية في الهند.
في القرن السابع عشر، عندما أصبحت إمبراطورية المغول أكبر اقتصاد في العالم جمع حاكمها أورنكزيب عالم كير السادس، الفتاوى مع العديد من العلماء المسلمين العرب والعراقيين، الذين كانوا بمثابة الهيئة الحاكمة الرئيسية في معظم أنحاء جنوب آسيا.
مع ظهور الراج البريطاني كان هناك كسر في التقليد، وتم إلغاء القانون الهندوسي والشريعة الإسلامية لصالح القانون العام البريطاني. ونتيجة لذلك، فإن النظام القضائي الحالي للبلاد مستمد إلى حد كبير من النظام البريطاني ولديه صلات قليلة إن وجدت، بالمؤسسات القانونية الهندية في عصر ما قبل بريطانيا.

## القانون الدستوري والإداري
يعد دستور الهند الذي دخل حيز التنفيذ في 26 يناير 1950 أطول دستور مكتوب في العالم. على الرغم من أن أحكامه الإدارية تستند إلى حد كبير إلى قانون الحكومة الهندية لعام 1935، إلا أنه يحتوي كذلك على أحكام أخرى مختلفة من دساتير العالم الأخرى. يوفر تفاصيل عن إدارة كل من الاتحاد والولايات، كما يدون العلاقات بين الحكومة الفيدرالية وحكومات الولايات. كما يتضمن الدستور أيضًا فصلًا عن الحقوق الأساسية للمواطنين والمبادئ التوجيهية لسياسة الدولة.
ينص الدستور على هيكل الحكومة الفيدرالية، مع فصل واضح للسلطات التشريعية والتنفيذية بين الاتحاد والولايات. حيث تتمتع كل حكومة في أي ولاية هندية بكامل الحرية في صياغة قوانينها الخاصة بالمواضيع المصنفة كمواضيع حكومية. بينما تعتبر القوانين التي أقرها برلمان الهند والقوانين المركزية الأخرى الموجودة مسبقًا بشأن الموضوعات المصنفة كمواضيع مركزية ملزمة لجميع المواطنين. ومع ذلك، يتضمن الدستور أيضًا بعض الخصائص الوحدوية مثل صلاحية الحكومة الفيدرالية في إجراء التعديلات، وغياب الجنسية المزدوجة، والسلطة الغالبة التي تتحملها الحكومة الفيدرالية في حالة الطوارئ.